# Katu jezici
Katu jezici, jedna od četiri glavne skupine istočnih mon-khmerskih jezika, koji se govore na području Indokine, u Laosu, Vijetnamu i Tajlandu. Istočnomon-khmersku skupinu čini s pearskim, khmerskim, i bahnarskim jezicima.
Sastoji se od tri uže skupine, centralnokatujske ili Ta’oih sa (5) jezika, zapadnokatujske sa šest jezika i istočnokatujske s osam jezika.
Skupina dobiva ime po istočnom i zapadnom katu jeziku.

## Vanjske poveznice
- Ethnologue (14th)
- Ethnologue (15th)